# Emory (Virginia)
Emory es un lugar designado por el censo situado en el condado de Washington, Virginia  (Estados Unidos). Según el censo de 2010 tenía una población de 1.251 habitantes.

## Demografía
Según el censo del 2000, Emory-Meadow View tenía 2.266 habitantes, 652 viviendas, y 474 familias. La densidad de población era de 98,5 habitantes por km².
De las 652 viviendas en un 30,1%  vivían niños de menos de 18 años, en un 62%  vivían parejas casadas, en un 7,7% mujeres solteras, y en un 27,3% no eran unidades familiares. En el 23% de las viviendas  vivían personas solas el 10% de las cuales correspondía a personas de 65 años o más que vivían solas. El número medio de personas viviendo en cada vivienda era de 2,47 y el número medio de personas que vivían en cada familia era de 2,91.
Por edades la población se repartía de la siguiente manera: un 15,3% tenía menos de 18 años, un 32,7% entre 18 y 24, un 19,7% entre 25 y 44, un 20,5% de 45 a 60 y un 11,8% 65 años o más.
La edad media era de 27 años. Por cada 100 mujeres de 18 o más años  había 92,1 hombres.
La renta media por vivienda era de 31.250$ y la renta media por familia de 35.417$. Los hombres tenían una renta media de 25.500$ mientras que las mujeres 16.689$. La renta per cápita de la población era de 15.750$. En torno al 12,9% de las familias y el 15,2% de la población estaban por debajo del umbral de pobreza.

## Localidades adyacentes
El siguiente diagrama muestra a las localidades más próximas a Emory.